# 純白微皮傘
純白微皮傘（學名：Marasmiellus candidus(Bolt.) Sing），分布於北半球地區，屬微皮傘屬，特色為純白色，另外，該種野菇也是上述地區常見木棲腐生菇類之一種，生長於該地區四季的中低海拔林區，數天生，肉質韌，不建議食用。